# 小間物
| ウィキペディアには「小間物」という見出しの百科事典記事はありません（タイトルに「小間物」を含むページの一覧/「小間物」で始まるページの一覧）。 代わりにウィクショナリーのページ「小間物」が役に立つかもしれません。 |